# 304 aC
El 304 aC va ser un any del calendari romà prejulià. A la República i a l'Imperi Romà es coneixia com l'Any del Consolat de Sop i Saverrió (o també any 450 ab urbe condita). La denominació «304 aC» per a aquest any s'ha emprat des de l'edat mitjana, quan el calendari Anno Domini va ser el mètode prevalent a Europa per a anomenar els anys.

## Esdeveniments

### Antiga Grècia. ElsDiàdocs
- Demetri Poliorceta l'any 305 aC va assetjar l'Illa de Rodes perquè van ajudar a Ptolemeu I Soter i refusaven reconèixer a Antígon Monoftalm. Va posar setge a la ciutat de Rodes per terra i per mar, un dels més memorables de la història que li van fer guanyar el renom de Poliorceta (‘assetjador de ciutats’). Les màquines de setge, entre elles una anomenada helèpolis (‘conqueridora de ciutats’), es veuen per primer cop. El setge va durar un any i finalment Demetri ha de signar un tractat (amb mediació d'Atenes) pel qual Rodes donaria suport a Antígon Monoftalm i a Demetri, excepte contra Ptolemeu I.[2]
- Una flota d'embarcacions enviades per Ptolemeu I arriba a Rodes i causa la desbandada de l'exèrcit de Demetri, que abandona gran part del seu equipament. Amb els diners que es van treure de les vendes de les màquines de guerra deixades per Demetri, es construeix el famós Colós de Rodes. Els rodis decideixen construir una estàtua gegant del seu déu patró, Hèlios, sota la direcció de Cares de Lindos, nadiu de l'illa, estàtua que no s'inicia fins a l'any 280 aC. El colós tenia, en conjunt, una alçària de 34 metres.[3]
- Cassandre ataca Atenes, i Demetri Poliorceta corre per ajudar-la. Cassandre ha d'aixecar el setge d'Atenes i retirar-se al nord. Demana la pau a Antígon Monoftalm, però no la obté i s'alia a Lisímac que fa un atac de distracció a l'Àsia, i amplia l'aliança amb Ptolemeu I Sòter i amb el general Seleuc, que actuen també contra Antígon.[4]

### Antiga Roma
- Aquest any són elegits cònsols Publi Semproni Sop i Publi Sulpici Saverrió.[5]
- Segons els Fasti Saverrió va obtenir el triomf per la seva victòria contra els samnites, però Titus Livi explica que era al Sàmnium amb un exèrcit quan totes les hostilitats estaven suspeses,per avaluar la situació i jutjar si els samnites estaven ben disposats per la pau, ja que es feien negociacions amb els samnites que es van signar a finals d'any.[6]
- Semproni Sop va derrotar els eques i va obtenir els honors del triomf. En només un dia els romans van ocupar 31 ciutats i en van saquejar i cremar moltes. Van exterminar la nació dels eques.[7] Per no córrer la mateixa sort els Marrucins (marrucini) els marsos (marsii), pelignes (paeligni) i feretrans (feretrani) van enviar missatgers a Roma a demanar pau i amistat, i el Senat Romà els les va concedir i es van signar els tractats.[8]
- Aquest any es posa fi a la Segona Guerra Samnita i es renoven les antigues aliances.[9]

## Naixements
- Aixoka, tercer sobirà de l'Imperi Maurya de l'Índia (del ca. 272 aC al 232 aC) i una figura important de la història del budisme.[10]

## Necrològiques
- Eumel del Bòsfor, un dels tres fills de Parisades I, i rei del Bòsfor Cimmeri del 309 aC al 304 aC, segons Diodor de Sicília.[11]